# Golf van Tarente
De Golf van Tarente (Italiaans: Golfo di Taranto) is een baai in het noorden van de Ionische Zee tussen de beide zuidelijke uitlopers van het Italiaanse schiereiland: tussen de hak Apulië (Púglia) in het oosten en de laarspunt Calabrië (Calábria) in het westen, en daartussenin de kust van Basilicata.
Italië beschouwt de Golf van Tarente als territoriale wateren, een situatie die door onder meer Malta, het Verenigd Koninkrijk en de Verenigde Staten niet wordt erkend. In de praktijk levert dit geen problemen op: in de Golf van Tarente is een belangrijke marinebasis van de NAVO gevestigd.
De belangrijkste plaatsen aan de Golf van Tarente zijn naast Tarente (Taranto):
- Corigliano Calabro
- Crotone (in het uiterste zuiden)
- Gallipoli
- Nardò
- Galatone
- Rossano

en daarnaast uit de klassieke oudheid:
- Heraclea
- Metapontum
- Siris
- Sybaris
- Thurii